# Iban Iyanga
Iban Iyanga Travieso (Las Palmas de Gran Canaria, 2 de junio de 1987), conocido como Randy, es un exfutbolista profesional que jugó como extremo izquierdo. Nacido en España, fue internacional con la selección de Guinea Ecuatorial.

## Trayectoria
Dio sus primeros pasos como futbolista en las categorías inferiores de la A. D. Huracán y el Acodetti, club del fútbol base de Las Palmas de Gran Canaria, en el que destaca desde muy joven, dando lugar a que los ojeadores de la U. D. Las Palmas se fijaran en él y lo incorporaran a su cadena de filiales.
Con Las Palmas "B" (hoy Las Palmas Atlético), primer filial del club amarillo, consiguió un ascenso a Segunda División B en la temporada 2007-08, en la que contribuyó notablemente anotando diez goles.
En la temporada 2008-09 jugó 38 partidos en Segunda División B, aunque finalmente su equipo perdiera la categoría descendiendo a Tercera. En esta campaña se produjo su debut con el primer equipo en Segunda División, ante el Levante U. D. en la última jornada de la temporada, saliendo de titular y jugando 70 minutos.
Realizó la pretemporada de 2009-10 con el primer equipo, en la que el técnico Sergio Kresic consideró dejarlo como un miembro más del primer plantel, circunstancia que no se dio, produciéndose finalmente una cesión por un año al C. D. Mirandés, club burgalés de Segunda División B. Durante su estancia en el Mirandés no se pudo hacer con la titularidad indiscutible, pero participó con 29 partidos en la consecución de la permanencia, convirtiéndose en el jugador que más veces salió desde el banquillo para funcionar como revulsivo.
En la temporada 2010-11, tras la vuelta de su periodo de cesión, se incorpora a la primera plantilla de la U. D. Las Palmas, permaneciendo en ella durante dos temporadas. Al finalizar la temporada 2011-12 renuncia a los dos años que le quedaban con el club canario, por su falta de minutos. Tras unos meses sin equipo, en octubre, se incorpora al Atlético Ceuta de la tercera división.

## Selección nacional
Randy fue convocado el 4 de octubre de 2010 por la Federación Ecuatoguineana de Fútbol (FEGUIFUT) para jugar un amistoso con Guinea Ecuatorial ante Botsuana en Malabo. En dicho partido se produjo su debut como internacional, jugando 90 minutos, con un tanteador final de derrota ecuatoguineana por 0 a 2.
En enero de 2012 fue convocado para disputar la Copa de África de 2012 con su selección que actuaba como anfitriona. Randy anotó un gol en la fase de grupos siendo titular en tres de los cuatro encuentros que su país disputó, quedando eliminado en cuartos.

## Clubes y estadísticas
- Actualizado el 6 de diciembre de 2020.[10]

| Club                    | País              | Temporada | Competición            | Part. | Goles |
| ----------------------- | ----------------- | --------- | ---------------------- | ----- | ----- |
| Las Palmas Atlético     | España            | 2006-07   | Tercera División       | 13    | 3     |
| Las Palmas Atlético     | España            | 2007-08   | Tercera División       | 32    | 6     |
| Las Palmas Atlético     | España            | 2008-09   | Segunda División B     | 37    | 0     |
| Las Palmas              | España            | 2008-09   | Segunda División       | 1     | 0     |
| Mirandés (cedido)       | España            | 2009-10   | Segunda División B     | 29    | 1     |
| Las Palmas              | España            | 2010-11   | Segunda División       | 5     | 0     |
| Las Palmas              | España            | 2010-11   | Copa del Rey           | 1     | 0     |
| Las Palmas              | España            | 2011-12   | Segunda División       | 4     | 1     |
| Atlético de Ceuta       | España            | 2012-13   | Tercera División       | 22    | 9     |
| Moghreb Atlético Tetuán | Marruecos         | 2013-14   | Botola                 | 0     | 0     |
| Fokikos F. C.           | Grecia            | 2013-14   | Beta Ethniki           | 21    | 1     |
| Iraklis Psachna         | Grecia            | 2014-15   | Beta Ethniki           | 22    | 7     |
| Aris Limassol F. C.     | Chipre            | 2015-16   | Primera División       | 21    | 1     |
| OFI Creta F. C.         | Grecia            | 2016-17   | Football League        | 20    | 1     |
| Sparti F. C.            | Grecia            | 2017-18   | Football League        | 17    | 2     |
| AO Trikala              | Grecia            | 2018-19   | Football League        | 13    | 1     |
| Olympiakos Volou        | Grecia            | 2019-20   | Football League        | 15    | 0     |
| Futuro Kings            | Guinea Ecuatorial | 2020-21   | Copa Confederación CAF | 2     | 0     |